# Pentopetia boivinii
Pentopetia boivinii là một loài thực vật có hoa trong họ La bố ma. Loài này được Costantin & Gallaud mô tả khoa học đầu tiên năm 1907.